# Classe Čapaev
Gli incrociatori della classe Čapaev (progetto 68 secondo la classificazione russa) sono navi costruite in Unione Sovietica durante la seconda guerra mondiale. Nelle intenzioni dei pianificatori, doveva essere una classe numerosa, ma la costruzione venne gravemente ridimensionata (e ritardata) dall'invasione tedesca del 1941.

## Sviluppo
Il piano originale prevedeva la costruzione di ben 17 unità, ma solo sette navi vennero iniziate prima dell'invasione tedesca. Di queste, solo cinque entrarono in servizio nel 1950, e le restanti due vennero distrutte incomplete quando il cantiere di Mykolaïv venne occupato dai tedeschi.
Dal punto di vista progettuale, queste navi erano molto simili ai classe Kirov, anche se l'armamento principale era diverso. Infatti, le torri trinate da 180mm erano state sostituite con quattro trinate da 152.

## Armamento
L'armamento principale era composto da 12 cannoni da 152mm, posizionati in quattro torri trinate. Piuttosto pesante era l'armamento antiaereo, formato da 8 cannoni da 100mm e 28 da 37mm. I cannoni da 100mm, in particolare, erano posizionati in torri binate, ma il progetto inizialmente prevedeva la loro sistemazione in torri singole.
Facevano parte dell'armamento anche sei tubi lanciasiluri da 533mm.
Inizialmente, era prevista anche una catapulta per il lancio di due aerei. Però questa venne in seguito rimossa.

## Le navi
- Čapaev (Чапаев): La sua costruzione venne iniziata l'8 ottobre 1939 a San Pietroburgo; varato il 28 aprile 1946 e completato il 16 maggio 1950, entrando in servizio il 19 settembre dello stesso anno. La nave, ritirata del servizio attivo ed utilizzata come unità didattica dal 14 aprile 1958 è andata in disarmo il 6 febbraio 1960 è stata radiata il 12 aprile 1963 e venduta il 29 ottobre dello stesso anno per demolizione, avvenuta nel 1964 a Murmansk.
- Železnjakov (Железняков): La sua costruzione venne iniziata a San Pietroburgo il 31 ottobre 1939; varato il 25 giugno 1941 e completato il 19 aprile 1950. La nave, ritirata dal servizio attivo il 18 aprile 1961 e riclassificata come unità didattica, è andata in disarmo il 21 ottobre 1971 e dopo essere stata radiata il 15 marzo 1976 è stata demolita a Liepaja tra il 1976 e il 1977.
- Kujbуšev (Куйбышев): La sua costruzione venne iniziata a Nikolayev il 31 agosto 1939; varato il 25 giugno 1941, la sua costruzione venne sospesa nella stessa estate e il 14 agosto venne portato a traino dalla città di Nikolaev al porto georgiano di Poti dove giunse 10 settembre. La sua la costruzione venne ripresa dopo la seconda guerra mondiale e la nave, completata il 20 aprile 1950 entrò in servizio il 6 agosto dello stesso anno; ritirata dal servizio attivo il 18 aprile 1958 e riclassificata come unità didattica, è andata in disarmo il 24 aprile 1965 e dopo essere stata radiata il 20 dicembre dello stesso anno è stata demolita a Sebastopoli.
- Čkalov (Чкалов): La sua costruzione venne iniziata il 31 agosto 1939 a San Pietroburgo e, sospesa durante il secondo conflitto mondiale venne ripresa nel dopoguerra; varato il 25 ottobre 1947 e completato il 1º novembre 1950,  venne in seguito rinominato Komsomolec il 29 ottobre 1958 dopo che il precedente 18 aprile era stato riclassificato ed usato a scopi didattici; in disarmo il 27 settembre 1979 e radiato il 31 dicembre dello stesso anno, venne venduto per demolizione nel 1980 e demolito a Liepaja nel 1981. La nave era intitolata a Valerij Pavlovič Čkalov (russo: Валерий Павлович Чкалов), pioniere dell'aviazione ed eroe dell'Unione Sovietica.
- Frunze (Фрунзе): La sua costruzione venne iniziata il 29 agosto 1939 a Nikolayev; varato il 31 dicembre 1940 la sua costruzione venne sospesa e la sua poppa tagliata per sostituire la poppa dell'incrociatore venne evacuato d ed alcune sue componenti furono utilizzate per le riparazioni dell'incrociatore Molotov. La sua costruzione, ripresa nel dopoguerra, venne completata il 20 aprile 1950; entrata in servizio il 19 dicembre dello stesso anno, la nave venne ritirata dal servizio attivo il 18 aprile 1958 e riclassificata come unità didattica e dopo essere andata in disarmo il 6 febbraio 1960 e radiata il 14 marzo successivo, tra il 1960 e il 1961 venne demolita a Sebastopoli. La nave era intitolata a Michail Vasil'evič Frunze (cirillico: Михаил Васильевич Фрунзе) leader bolsvevico della rivoluzione russa.

Altre due unità, Ordzhinikidze e Sverdlov, erano in costruzione a Nikolayev al momento dell'invasione tedesca del 1941. Entrambe le unità vennero demolite sullo scalo per non farle cadere in mano nemica.